# Локомотиви БДЖ 201-207
Задълженията по договора за построяването на линията Цариброд-София-Вакарел от предприемача Иван Грозев включвали и доставката на подвижен състав, който включвал и 7 пътнически и 7 товарни локомотива. Така през 1888 г. пристигат пътническите локомотиви 151-157 и товарните 201-207. Това са първите локомотиви, поръчани от българското правителство чрез строителното предприятие. Строени са в „Staatseisenbahn-Gesellschaft – Wien“. Първоначално са номерирани от 51 до 57, а от 1908 г. получават номерата 201 – 207. Всички те са носили и имена на планини: № 201 – „Витоша“, № 202 – „Рила“, № 203 – „Стара планина“, № 204 – „Средна гора“, № 205 – „Родопи“, № 206 – „Люлин“ и № 207 – „Странджа“.
Те са четириосни, с водеща трета сцепна колоос. Локомотивът е без спирачка. Ръчна има само тендерът, действаща върху всички колооси. Самият той е триосен. Експлоатацията им преминава основно по линията Цариброд-София-Вакарел, където обслужват всички товарни влакове. След 1907 г. с нарастването на трафика по нашите линии се оказват с недостатъчни теглителни възможности. Бракувани са през 1914 г. и след това унищожени.

## Експлоатационни и фабрични данни за локомотивите[1]
| Експл. № при доставката | Експл. № (от 1908) | фабр. №/година | Бележки           |
| ----------------------- | ------------------ | -------------- | ----------------- |
| 51                      | 201                | 1975/1887      | Бракувани 1914 г. |
| 52                      | 202                | 1976/1887      | Бракувани 1914 г. |
| 53                      | 203                | 1977/1887      | Бракувани 1914 г. |
| 54                      | 204                | 1978/1887      | Бракувани 1914 г. |
| 55                      | 205                | 1979/1887      | Бракувани 1914 г. |
| 56                      | 206                | 1980/1887      | Бракувани 1914 г. |
| 57                      | 207                | 1981/1887      | Бракувани 1914 г. |